# 冯异
冯异（？—34年），字公孙，颍川父城（今河南宝丰东）人。东汉著名军事家。冯异精通《左氏春秋》、《孫子兵法》，协助刘秀创建东汉政权，隨劉秀安定河北，為劉秀偏將軍，封應侯。後又封為孟津將軍。在多年的行軍作戰中，馮異為劉秀建立東漢王朝立下了汗馬功勞。但馮異謙遜，從不誇己功，諸將並坐論功，他常避於大樹下，被譽為大樹將軍。劉秀即位封馮異為陽夏侯，任征西大將軍。漢明帝时封为“云台二十八功臣”之一。

## 生平

### 王莽帐下
汉兵起事时，冯异以郡掾的身份监管着五个县，同父城县县令苗萌一起替王莽抵御汉兵。刘秀打到颍州时，攻打父城县受挫，便驻扎在巾车乡。冯异趁这段时间巡视下属各县，却被汉兵抓获。当时冯异的从兄冯孝和同郡的丁綝、吕晏都追随刘秀，他们借机一起推荐冯异，虽然后来冯异以城中有老母在家推辞掉，但是他却仍有要投靠的意思。刘秀向南回到宛后，更始帝十多次攻打父城，冯异都坚守城池不肯投降。

### 追随刘秀
刘秀做了司隶校尉后，他途径父城，冯异等人打开城门相迎。刘秀便委任冯异为主簿，田萌为从事。此后冯异又推荐了他的同乡铫期、叔寿、段建、左隆等人，刘秀将他们全部任用为掾史，更随他一同到洛阳。
后来更始帝多次想派刘秀巡视黄河以北的地区，但各位将领都认为不行。冯异便劝刘秀与左丞相曹竟和他的儿子尚书曹诩深交，刘秀照做了。最后在他们两个人的帮助下，刘秀得以巡视黄河以北。
刘縯被害以后，刘秀孤处一室的时候就不食酒肉，枕席上还有泪水浸湿的地方。有一次冯异过来安慰他，并趁机提议他说应该善待人民，刘秀便将冯异和铫期派到邯郸施行仁政。

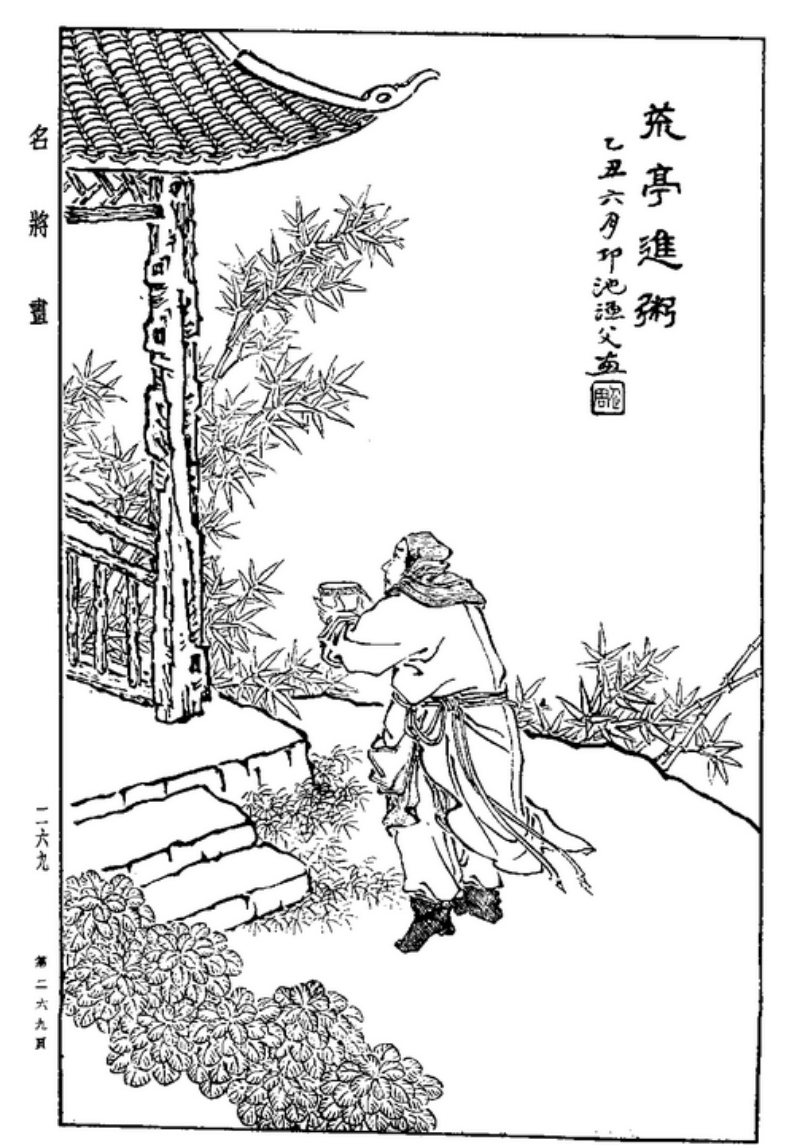
馮異荒亭進粥

王郎起兵时，刘秀从蓟县东部急行军至饶阳无萋亭。当时天气寒冷，众人又累又饿，冯异便端上豆粥。到达南宫时，遇上大风雨，冯异、邓禹捡柴生火，为刘秀烤干衣服，冯异还献上了麦饭、兔腿。到了渡过滹沱河抵达信都时，刘秀派冯异去河间招募兵马，回来时拜他为偏将军。后来冯异又随刘秀攻破王郎，刘秀封他为应侯。今后几年内，冯异又打败铁胫、于林闟顿王，并且跟随刘秀平定河北。

#### 镇守黄河
这时更始帝派舞阴王李轶、廪丘王田立、大司马朱鲔、白虎公陈侨号称带领三十万军队，和河南太守武勃一同镇守洛阳。刘秀想要北攻燕、赵，便拜寇恂为河内太守，冯异为孟津将军，一同抵御朱鲔等人。冯异给李轶写了一封信叫他转投刘秀，李轶因背叛过刘秀的约定，谋害了刘縯，所以不好直接投降，便与冯异协定两军不交兵。之后冯异便北上天井关，连续攻下上党郡的两座城池，以及成皋以东的十三个县，又击败各路联军，十万多人投降。
后来武勃带领万余人与冯异战于士乡亭，结果兵败被杀，李轶仍然闭城门不救。冯异见李轶讲信誉，便把情况上报刘秀。刘秀却故意将信件泄露给朱鲔，朱鲔很生气，便杀了李轶，从此城中守兵有很多背离投降的。朱鲔又派讨难将军苏茂带领上万人攻打温县，朱鲔则亲自带领几万人攻打平阴来牵制冯异。冯异派校尉带兵与寇恂一同抗击苏茂，自己则绕过黄河，攻打朱鲔，两边都获得大胜。后来刘秀又在冯异的建议下登基。

#### 击破赤眉
建武二年（26年）春，冯异被封为阳夏侯，他领兵攻打阳翟贼人严终、赵根，并获得胜利。这时赤眉军和延岑扰乱三辅，大司徒邓禹不能平定，便让冯异接替。冯异领兵西进，建立威望，弘农郡称将军的十多批盗贼都带着部下投降了冯异。
后来冯异和赤眉军在华阴县交战，最后获胜，刘始、王宣等人全部投降。建武三年（27年）春，冯异拜任征西大将军，并与邓禹、邓弘等人合兵攻打赤眉军。冯异曾提出要以恩信引诱，并在东边的黾池拦截，从西边一居攻下，可是邓禹等人不听，两军便僵持起来。后来赤眉军假装败退，留下辎重，邓弘的士兵们因长时间作战而饥饿难耐，边上去抢豆子，却被杀回来的赤眉军打得大败。冯异向邓禹说士兵们又累又饿，可以暂且停战，可是邓禹不听，追上去打，又被打得大败，损失了三千多人，自己逃回宜阳县。冯异则弃马爬上回溪的一个山坡上，跟着部下几个人回到军营。
回到营地后冯异召集失散的士兵，并和敌人约定好交战日期。然后他让部下的士兵换上与赤眉军同样的装束，埋伏在路旁。第二天，赤眉军派万余人攻打冯异的军前部，发现前部军力微弱，便派全军来攻，冯异同样也以全部军力迎战。战至傍晚，赤眉军士气衰落，冯异布置的伏兵突然出现，赤眉军因服饰相似不能辨别而混乱，最终在崤底被打败，有七八万人投降，剩下的十多万也逃到宜阳后投降。

#### 清剿贼寇
赤眉虽然被打败，但各地还有许多自立为将军的人，军力在几千到一万人不等。冯异边行军边打，屯兵上林苑。赤眉被打败后，延岑便自封为“武安王”，设置州郡长官，而且想占据关中，便带领张邯和任良等人一起攻打冯异，最后被打败。延岑逃跑到析县，冯异又派复汉将军邓晔、辅汉将军于匡拦击他，并且取得大胜，延岑部下苏臣也领八千人投降。延岑再次从武关逃到南阳，当时南阳饥荒，冯异的部队只能食野果充饥。刘秀便封赵匡为右扶风，为冯异送去补给布匹，协助扫敌，最终只有吕鲔、张邯和蒋震入蜀投靠公孙述，其余全部平定。
第二年，公孙述派将领程焉率领数万人帮助吕鲔攻打陈仓，结果被冯异和赵匡打败，逃往汉川。冯异追到箕谷，再次击败程焉后便回头攻打吕鲔，取得大胜。从此以后蜀地多次派兵攻击，但都被冯异击败，这种情况一直持续了三年，招来归顺的百姓都使得上林苑发展成为一座城市。
后来冯异觉得自己长期在外，心中不安，想要回到朝廷，刘秀不肯。这时又有人说冯异专权关中，人民都称他为“咸阳王”。冯异感到很害怕，便上书解释，诏书答复说：“你对于我来说名义上是君臣，恩情如同父子，有什么怀疑，会让你害怕呢？”

#### 军屯北地
建武六年（30年）春，冯异到京城朝见，后被召见，得到了光武帝的赏赐，并且两人商讨了夺取蜀地的计划。到了夏天，光武帝派众将攻打隗嚣，却被打败，他便命令冯异屯兵栒邑。冯异尚未到达时，隗嚣便派部将王元、行巡率两万人乘胜攻取栒邑。冯异听说后，便想抢先占领栒邑，于是紧急行军，悄悄进城关门，偃旗息鼓。行巡不知情，直奔栒邑，冯异便突然杀出，取得胜利。同时祭遵也在汧县打败王元，北地豪强头领耿定等人都叛隗嚣来降。战后冯异上报战情，没有一点虚假，但有的部将却想分他的功劳，光武帝很担心，下诏书警告。后来光武帝派冯异进军义渠，并兼任北地太守的事务。
此后青山胡率万人来降冯异，冯异又击败了卢芳手下的贾览和匈奴的薁鞬日逐王，上郡、安定全部投降，冯异又兼任安定太守的事务。建武九年（33年），祭遵去世，冯异兼任征虏将军，统御祭遵的部队。
隗嚣死后，他的部将王元、周宗等人又扶持他的儿子隗純，领兵据守冀县，公孙述也派赵匡来支援。光武帝便又派冯异兼任天水太守的事务，冯异将赵匡等人全部击败斩首。后来冯异领兵攻打冀县，虽未攻下，但冯异坚持不退兵。第二年夏天，冯异又攻打落门聚，结果失败，发病死于军中，谥号节侯，他的儿子冯彰继承爵位。

## 世系图
|            |            |            |            |            |            |  |  | 阳夏节侯冯异 |  |  |  |  |  |  |  |            |            |            |            |            |            |
|            |            |            |            |            |            |  |  |              |  |  |  |  |  |  |  |            |            |            |            |            |            |
|            |            |            |            |            |            |  |  |              |  |  |  |  |  |  |  |            |            |            |            |            |            |
| 平乡侯冯彰 | 平乡侯冯彰 | 平乡侯冯彰 | 平乡侯冯彰 | 平乡侯冯彰 | 平乡侯冯彰 |  |  |              |  |  |  |  |  |  |  | 析乡侯冯訢 | 析乡侯冯訢 | 析乡侯冯訢 | 析乡侯冯訢 | 析乡侯冯訢 | 析乡侯冯訢 |
| 平乡侯冯彰 | 平乡侯冯彰 | 平乡侯冯彰 | 平乡侯冯彰 | 平乡侯冯彰 | 平乡侯冯彰 |  |  |              |  |  |  |  |  |  |  | 析乡侯冯訢 | 析乡侯冯訢 | 析乡侯冯訢 | 析乡侯冯訢 | 析乡侯冯訢 | 析乡侯冯訢 |
| 平乡侯冯普 |            |            |            |            |            |  |  |              |  |  |  |  |  |  |  |            |            |            |            |            |            |
|            |            |            |            |            |            |  |  |              |  |  |  |  |  |  |  |            |            |            |            |            |            |
| 平乡侯冯晨 |            |            |            |            |            |  |  |              |  |  |  |  |  |  |  |            |            |            |            |            |            |

## 文化
- “失之东隅，收之桑榆”一詞出自范晔《后汉书·卷十七·冯异传第七》：“玺书劳异曰：‘赤眉破平，士吏劳苦，始虽垂翅回溪，终能奋翼黾池，可谓‘失之东隅，收之桑榆’。方论功赏，以答大勋。’”
- 庾信的《哀江南賦序》中的「將軍一去，大樹飄零」，所指的將軍便是馮異。

## 延伸阅读
[在维基数据编辑]
 《後漢書·卷17》，出自范晔《後漢書》
 《東觀漢記》
 在维基共享资源阅览影像